# Divisió de Chambal
La divisió de Chambal és una de les deu grans entitats administratives en què es divideix l'estat federat de Madhya Pradesh a l'Índia. La capital és Morena i té 3.573.930 habitants (any 2001). La formen els districtes de Morena, Sheopur i Bhind.

## Districtes
| Districte | Capital | Superfície en km² | Habitants (2001) |
| --------- | ------- | ----------------- | ---------------- |
| Bhind     | Bhind   | 4.459             | 1.426.951        |
| Morena    | Morena  | 4.991             | 1.587.264        |
| Sheopur   | Sheopur | 6.585             | 559.715          |